# 霍苏海泰尼
霍苏海泰尼（匈牙利語：Hosszúhetény）是匈牙利巴兰尼亚州所辖的一个村。总面积45.27平方公里，总人口3424，人口密度75.6人/平方公里（2011年1月1日）。